# 月曜から夜ふかし
『月曜から夜ふかし』（げつようからよふかし）は、日本テレビ系列で2012年4月9日から毎週月曜日に放送されているトークバラエティ番組。公式略称は「夜ふかし」。MCは村上信五（SUPER EIGHT）とマツコ・デラックス。
タイトルロゴ上の番組名は『Monday Lateshow 月曜から夜ふかし』。
2022年3月までは月曜日の『プラチナイト』枠で放送され、
当初は23:58 - 翌0:53に放送されていたが、2013年9月30日から2022年3月までは放送時間を1分遅らせ、23:59 - 翌0:54に放送されていた。

## 概説
司会を務める村上信五とマツコ・デラックスが、世間で密かに話題になっていることが書かれた「○○の件」のカードを選定、そのカードの内容のVTRを鑑賞して2人でトークを行う。
番組のコンセプトは「世間で話題となっているさまざまな件に対して、ちょっとだけ首を突っ込んだり突っ込まなかったりする番組」であり、これはオープニングや公式サイトでも紹介されている。
企画・演出は、『世界の果てまでイッテQ!』や『嵐にしやがれ』なども担当している古立善之が務めており、古立がディレクター時代に担当していた『進め!電波少年』を彷彿とさせるナレーションによるいじりやツッコミ、一部テロップの形式、有名ではない人物を起用しブレイクさせる点など類似点が多く見られる。
放送開始当初から観客の笑いと拍手を取り入れており番組の盛り上がりに一役買っている。また、街頭インタビュー中に芸能人に遭遇し、そのままインタビューすることもある。
当初の企画段階での仮タイトルは「月曜びっくり箱」で、どんな番組構成になるか見当がつかないという状態であったという。
オープニングで流れる楽曲はエンニオ・モリコーネの「スラローム（Slalom）」。元々はイタリアの60年代のスパイ系アクションコメディの主題歌だった。「○○の件」が表示される際の音楽には、アニメ映画『AKIRA』の「鉄雄」を使用している。

## 出演者

### MC
- 村上信五
- マツコ・デラックス

### アシスタント（通称・愛人）
- 初代：松井くらら（2012年4月 - 2015年3月、現・サイバーエージェント広報、元・福岡放送アナウンサー）
- 二代目：小野麻子（2015年4月 - 2016年3月、4月よりCAになるため卒業）
- 三代目：冨田麻実（2016年6月 - 、新型コロナウイルス発生のころから出演せず）

### スタジオゲスト
- 内田裕也（番組第1回のゲスト）
- 藤あや子（2012年6月11日）
- 叶姉妹（2012年7月30日）
- 中島美嘉（2012年9月11日）
- 丸山隆平（関ジャニ∞ / 2013年1月28日・2014年10月28日）
- 二宮和也（嵐 / 2013年3月25日・2014年4月14日）
- モモコ（ハイヒール / 2013年4月29日）
- 安田章大（関ジャニ∞ / 2013年10月28日）
- 手越祐也（当時NEWS / 2013年12月16日）
- 能年玲奈（2014年8月19日）
- 松岡昌宏（TOKIO / 2014年9月22日）
- 相葉雅紀（嵐、2014年11月10日）
- はいだしょうこ（2015年3月8日）
- 三宅健（当時V6 / 2015年8月17日）
- 長瀬智也（当時TOKIO / 2016年2月1日・6月20日）
- 小山慶一郎（NEWS / 2016年8月22日）
- 久保田利伸（2016年11月14日）
- 横山裕（関ジャニ∞ / 2017年1月23日）
- 亀梨和也（KAT-TUN / 2017年4月17日）
- 錦戸亮（当時関ジャニ∞ / 2017年4月30日）
- 坂上忍（2017年8月20日）
- 菊池風磨（SexyZone / 2017年9月18日）
- 新垣結衣（2017年10月23日）
- ミッツ・マングローブ（2018年6月4日）
- 有働由美子（2018年10月1日）
- 橋岡優輝（観覧席）（2021年10月11日）
- 大橋和也（なにわ男子 / 2021年11月8日）
- ガチャピン・ムック（2024年7月29日、2024年9月9日）

## おもな件
※放送頻度が多いテーマに関して記述する。

### 全国の○○問題
各都道府県・自治体が抱える「問題」に関して、その実態や原因を調査する当番組の代表的なコーナー（スペシャルではこの企画がメインとして放送され、稀ではあるが日本国外の話題を調査することもある）。VTR構成の多くは大げさな演出がほとんどである。
視聴者からのメール・ハガキ・封書で情報が提供され、中でも「『三大都市（多くの場合、東京・大阪・名古屋）』に横浜市を加えるか否か」という議論は、福岡市なども巻き込み、何度も放送されている。また、２０１５年に北陸新幹線が金沢まで延伸開業した際はそれをネタにし、新潟を持ちあげて金沢をバカにする企画も放送された。

### マツコが怒っている事を先回りして調査する件
マツコが人生の3分の2は怒っている、という番組の一方的な決めつけにより、職業上の無駄に思えることや内容が矛盾する看板などを「マツコが怒っていますよ」と勝手に称して菅谷が取材する企画。

### 時々埼玉のニュースをお伝えする件
埼玉県に関する、ほとんどの人はどうでもいいと思うようなニュースを伝える企画。キャスターはPART8までは上田まりえ（出演当時日本テレビアナウンサー）、PART9以降は豊田順子（日本テレビアナウンサー）が担当。取材は菅谷。
PART8までは、1つニュースが終わるたび、必ず上田がそのニュースに絡んだ自分の情報や近況をカメラ目線で報告するという流れだった。

### 時々大阪のニュースをお伝えする件
村上信五の出身地である大阪府に関するニュースを伝える企画。キャスターや報道スタジオのようなセットは組まれず、ロケ形式で進み、「大阪事件簿」と称される。

### 全国のニュースをお伝えする件
埼玉県や大阪府だけでなく他の都道府県のニュースも取り上げようということで開始した。part1は群馬県でキャスターは井森美幸、part2は茨城県でキャスターは鈴木奈々、part3は栃木県でキャスターはガッツ石松だった。

### 全国の注目されないニュースをお伝えする件
日本全国の注目されないニュースを「NEWS ZERO未満」として放送する。キャスターは登坂淳一が担当。

### 株主優待で暮らす桐谷さんシリーズ
株主優待に生活の大部分を依存する投資家・桐谷広人に密着するシリーズ。「有効期限内に全ての株主優待券を使い切る」ことをモットーに、自転車で都内各地を走り回り、朝から晩まで時間に迫られ、優待券を消費しながら生きている桐谷の発言・謎の行動の数々が話題となった。
桐谷が自転車で爆走するシーンのBGMは渡辺美里の「My Revolution」、桐谷紹介時などには中孝介の「サンサーラ」が多用される。『情熱大陸』のエンディング曲「Etupirka」（葉加瀬太郎）がVTR中に使用されることもある。

### レジェンド松下がまた出たいと言っている件
実演販売で記録的な売り上げを誇る人物であるレジェンド松下が定期的に出演し、製品を薦め、マツコに買わせようとするもの。この変形として、デパートの外商などの企業関係者が自分の商品を持ち込み、マツコに買わせようとするものがある。

### 日本人を多数派と少数派に分類してみる件
「ニッポンの争点」というコーナー名がついており、パクチーを好んで食べるか否か・バスタオルを1回使うと洗うか否か・インドア派かアウトドア派か、といった、日常生活で意見が分かれるであろう事柄について街頭インタビューを行い、どちらが多いのかを調べる。

### マツコにとれたてを食べさせてあげたい件
「人生を現在は新宿区、渋谷区、港区、中央区、文京区の都内5区だけで生活している」と噂されるマツコへ、本来なら生産地でしか食べることができない「とれたて」「出来たて」をスタジオに持ち込んで食してもらう企画。
この件の派生として「マツコに焼きたてを食べさせてあげたい件」があり、第1回では「言われてみれば見たことのないものを調査した件」で登場した「竹とんぼでクレープを焼く」に登場したクレープ店員が作る出来たてクレープが登場した。

### 個人的ニュースを聞いてみた件
渋谷で街頭インタビューし、その人にとって個人的にニュースであることを聞く。
意外に大きな問題を抱えていたり当人がある分野での有名人だったりして予想外におもしろかったことから恒例の企画となり、その後、渋谷以外の各地の都市や川原でも行われるようになった。
2022年4月に22時枠進出した際に「個人的ニュース24時」というタイトルに改名したが、のちに元のタイトルに戻った。
2025年3月24日の放送において街頭インタビューに応じた人物の発言内容が制作スタッフにより故意に編集されていた事が発覚した為、同月27日本案件について公式発表され（後述）、更には同月31日の定例社長会見において当番組における（『個人的ニュース～』を含め全ての）街頭インタビューを当面の間中止する事が発表された。

### 夜ふかし川柳
昨今、さまざまな企業や団体が川柳を募集しており、番組でも街行く人々に今の気持ちを川柳で表現してもらおう、という趣旨で誕生した。
その中で2014年の夏季に取材を行った神奈川県の由比ヶ浜海岸において、あまりにも低俗な内容とインパクトの強さが話題となった。また兵庫県の須磨海水浴場でも取材を行ったが、由比ヶ浜以上に低俗な内容と下ネタ要素が満載だった。この取材の中で出会った埼玉県在住の「パーティーピーポー」を自称する人々が非常に受け、特に「イルマニア」と名乗る入間市在住の一団は2014年10月のスペシャル版で彼らのパーティーにマツコが潜入するなど、継続取材され、その後も随時VTR出演している。

### 全国の方言問題
おもにスペシャルで放送。日本全国の変わった日本語の方言を紹介する企画。山梨県の甲州弁の回では、共通語では男性器と女性器の名前を言っているようにしか聞こえないものが話題となり、以降、繰り返し放送。
和歌山市のある洋服店でのインタビューでは紀州弁の影響で「ざ じ ず ぜ ぞ」が「だ ぢ づ で ど」になってしまう女主人が話題になった。その後も取材を続け、彼女が「ざ じ ず ぜ ぞ」と言えるように少しずつ練習したことなどが放送され、他局の番組でも取り上げられるようになった。その後のスペシャル版にて、スタジオでMC2人と対面した。彼女の愛称は「和歌山のお母さん」が定着している。

### 村上人気調査
主にご当地問題内で調査。「MCの村上が関ジャニ∞内で本当に人気がないのか」との疑問のもと、「関ジャニ∞のメンバーの中で誰が好きか?」というアンケートで各地の村上の人気を測る。

### どうしても告知したい人がいる件
告知のためにゲストが登場（MCの2人は誰がゲストであるかは知らない）。オープニングで紹介されることもなく、唯一二宮和也出演時のみ、オープニングから登場しただけ。その際、村上には内緒でマツコと共に登場し、後から村上が登場した（二宮の登場回は毎回特殊で、2回目は自転車で登場した）。

### 様々な業界のあるあるを予想してみた件
番組スタッフが、（勝手に）いろいろな職業の「あるある」を予想し、その職業に就いている人にぶつけるコーナー。担当スタッフの予想の内容のくだらなさと上から目線の相槌、1人か2人に調査しただけで「あるある率」を0か100で決めてしまうという統計の取り方をしており、非常にいい加減かつ不適切な方法を取っていることをVTR終了後、スタッフをスタジオ内に呼び出し、マツコと村上がツッコむのが定番となっている。

### 全国のオネエを繋いでいく件
マツコが番組内で仲間のオネエ「釜愚痴ホモ恵」「アンジェリカ」らの存在を示唆したことから、視聴者から「彼らについて知りたい」という問い合わせが多く寄せられたため、スタッフが名古屋の2人の元を訪ね、その足で名古屋のオネエを紹介した。その後、2人の案内とともに大阪、札幌のオネエについても紹介したが、マツコがその内容に反発したため、コーナーは事実上終了した。コーナー終了後もホモ恵とアンジェリカは以後も随時VTR出演している。

### 言われてみれば見た事のないものを調査した件
「日常の道具で想定外の使い方をしてみる」「言葉遊びだけで考えたことを有名人にやらせる」「タクシーでさんまを焼く」「夢のコラボシリーズ」といった、世の中のさまざまな「言われてみれば見たことのないもの」を調査。「乳首に見えるかもしれないシリーズ」など、タレントの青山めぐにエッチなことをさせるのが恒例になっている。

### 視聴者からの調査依頼に答えてみた件
番組に日々寄せられる視聴者からの調査依頼に番組が取材をして答える企画。村上認知度調査や危険な滑り台シリーズもこの件で登場することも多い。

### 業界の最先端を調査した件
情報が矢のように進化する現代社会で、さまざまな業界の最先端を、優しいジャイアンというニックネームの元スタッフが調査する。

### ○○すぎる○○を調査した件
「ノリが長すぎるノリツッコミ」や「危険すぎる滑り台」など、世の中の○○すぎる○○なことを調査する。

### 若者の○○離れを調査した件
「車離れ」や「恋愛離れ」のように、若者が興味がなくなったり関わらなくなったものについて、定期的に街頭インタビューする。

### 夜ふかし迷店調査
「合いの手が本気すぎるカラオケ喫茶」「店主が謎のキャラ」「マッチョすぎる兄弟が経営する喫茶」など、世の中にある迷店を調査する。

### 滑舌が悪い人を調査する件／全国フェフニュース
街頭インタビューにて出会った、「フェス」を「フェフ」と言ってしまうほど滑舌の悪い「フェフ姉さん」こと奥野愛央衣（おくの あおい）が、中学時代からの親友・多田さん（おおたさん、本名は多田岬［ただ みさき］）の付き添いのもと滑舌を治す企画。苦手な言葉を繰り返し発音すれば滑舌は改善されるという研究を参考に、「イチジク」や「樹木希林」、「アスパラガス」といった言葉をトレーニングする。
さらに出演オファー時「滑舌が治ったら何がしたい？」という質問に「アナウンサーとか」と答えたことから、新たなトレーニングを兼ねて「全国フェフニュース」がスタート。日本各地のユニークなフェスを紹介するニュース原稿をフェフ姉さんが読み上げるが、「柿」や「松阪牛」など新たな言いづらい言葉が発覚したり、滑舌以前に漢字や助詞を読み間違えたりとなかなか改善せず、多田さんに突っ込まれ続けている。一方でスポーツのアドリブ実況が得意であったり、実際にリポートとして現地でレースに参加すると好成績を残すなど新たな一面も判明している。

### 多田さん高卒認定への道
何年も親と疎遠だった多田さんが、番組をきっかけに親と連絡を取り、高校を中退しているため「高卒認定をとってほしい」と言われたことを告白した。また自身もトリマーやペットシッターの専門学校へ入学するために認定の取得を希望していることを明かした。

### フェフ姉さんTOEIC受験への道／フェフ姉さんプロキックボクサーへの道／フェフ姉さん運転免許取得への道
フェフ姉さんが将来的に英語を習得して海外旅行に行くべくTOEIC220点を取るため始まった、英語を勉強する企画。その後もフェフ姉さんのチャレンジとして、キックボクサーのライセンスと運転免許取得のドキュメントが長時間特番のたびに放送されている。

### 石原良純 年賀状問題
俳優の石原良純が毎年意味不明な年賀状を送りつけて受け手を困惑させる問題。番組では良純本人をスタジオに招き2013年12月から毎年行われ、年に1回の恒例企画となっており、年賀状を紹介した後に良純が村上とマツコを巻き込んで『オススメしたいもの』と題して良純自身がハマっているモノを紹介するコーナーとなっている。
2022年は両親の石原慎太郎・石原典子がそれぞれ死去したことに伴う喪中のため、放送されなかった。

### 夜ふかし的シニアディレクター
夜ふかしの準レギュラー（よっちゃん、ザ行が言えないお母さんなど）にビデオカメラを渡し、その人の休日などを撮影するコーナー。

### 郡司さんがやりたい100のこと
街頭インタビューにて出会った、極度の運動音痴である郡司理加がやりたいことをリストアップし、その中から毎回2〜3個ピックアップし実行する。

### 再生回数100以下の動画を調査した件
新型コロナウイルスによりロケがやりにくくなってからレギュラー化した企画。一般人が動画サイトに上げている、ほとんど見られていないおかしな動画を紹介する。番組に別の企画でもたびたび出演する盛岡ゼブラの熱狂的ファン齋藤晃の動画を毎回取り上げており、同企画以外で動画を取り上げた際チャンネル登録者が倍増し再生回数が100以上の動画も増え、月曜から夜ふかしの恩恵を受けている。

### 夜ふかし的自由研究
世の中のどうでもいいことの真実を見極めていく。

### 夜ふかし的動物問題
さまざまなおかしな特徴を持っている動物を調査する。排泄、特技の面での特徴を持っている動物の調査が多い。

### 飲んだ人が最後に流れ着く飲み屋街の墓場を探してみた件
赤羽、蒲田、亀戸、竹ノ塚といった、東京の周辺部の飲み屋街で、一晩中飲んだ人が最後にたどり着く店の異様な雰囲気を取材する。

### 自虐CMシリーズ
客が来ない施設の「自虐CM」を制作して自虐的に宣伝し、客を増やしてもらうことを狙う。

### 生まれ変わったらやりたいシリーズ
農家や医者、オーケストラといった特定の職業の人に、同業でうらやましくて生まれ変わったらなりたいのはどの分野の担当であるかをインタビューする。

### リアル孤独のグルメ
街行く人の「孤独のグルメ」を調査する。調査しては特徴的な食べ方、調理をしている人が登場する。

## スペシャル
改編期等にはゴールデンタイム・プライムタイムで特別番組が放送され、月曜日に放送された場合は、『NEWS ZERO → news zero』を挟んで、レギュラー版の放送がある場合、特別番組の延長部として放送される（当初はされなかった）。「月曜（土曜）9時（10時）にテレビをご覧の皆さん、『月曜から夜ふかし』です」というナレーションから番組がスタートする。

### 2012年
| 放送回 | 放送日時                        | 番組タイトル                            |
| ------ | ------------------------------- | --------------------------------------- |
| 第1回  | 9月24日（月曜日） 22:00 - 23:24 | 月曜から夜ふかし 日本の大大大問題90分SP |

### 2013年
| 放送回 | 放送日時                         | 番組タイトル                                  |
| ------ | -------------------------------- | --------------------------------------------- |
| 第2回  | 1月5日（土曜日） 22:00 - 23:24   | 月曜から夜ふかし新春土曜版 日本の大大大問題SP |
| 第3回  | 3月25日（月曜日） 22:00 - 23:24  | 月曜から夜ふかし 日本の大大大問題SP           |
| 第4回  | 10月14日（月曜日） 21:00 - 22:54 | 月曜から夜ふかし 浮かれた日本の大大大問題SP   |
| 第5回  | 12月23日（月曜日） 22:00 - 23:24 | 月曜から夜ふかし 全国の大大大問題年末総決算SP |

### 2014年
| 放送回 | 放送日時                         | 番組タイトル                                        |
| ------ | -------------------------------- | --------------------------------------------------- |
| 第6回  | 4月14日（月曜日） 21:00 - 22:54  | 月曜から夜ふかし 日本の大大大問題一斉調査SP         |
| 第7回  | 8月25日（月曜日） 21:00 - 22:54  | 人生が変わる1分間の深イイ話×月曜から夜ふかし 合体SP |
| 第8回  | 10月13日（月曜日） 21:00 - 23:00 | 月曜から夜ふかし 秋のご当地問題大収穫スペシャル     |

### 2015年
| 放送回 | 放送日時                        | 番組タイトル                                |
| ------ | ------------------------------- | ------------------------------------------- |
| 第9回  | 3月30日（月曜日） 21:00 - 22:54 | 月曜から夜ふかし 春の日本の大問題徹底調査SP |
| 第10回 | 6月27日（土曜日） 21:00 - 22:54 | 月曜から夜ふかし 日本の大大大問題SP         |

### 2016年
| 放送回 | 放送日時                        | 番組タイトル                                             |
| ------ | ------------------------------- | -------------------------------------------------------- |
| 第11回 | 4月11日（月曜日） 21:00 - 22:54 | 月曜から夜ふかし 春爛漫!日本の大大大問題 一斉調査2時間SP |

### 2017年
| 放送回 | 放送日時                        | 番組タイトル                                                 |
| ------ | ------------------------------- | ------------------------------------------------------------ |
| 第12回 | 3月20日（月曜日） 21:00 - 22:54 | 月曜から夜ふかし 日本の大大大問題!春の全国一斉調査SP         |
| 第13回 | 9月23日（土曜日） 21:00 - 22:54 | 月曜から夜ふかし 日本の大大大問題!秋の全国一斉調査スペシャル |

### 2018年
| 放送回 | 放送日時                        | 番組タイトル                                         |
| ------ | ------------------------------- | ---------------------------------------------------- |
| 第14回 | 3月31日（土曜日） 21:00 - 22:54 | 月曜から夜ふかし 春の日本の大大大問題一斉調査2時間SP |
| 第15回 | 10月6日（土曜日） 21:00 - 22:54 | 月曜から夜ふかし 全国ご当地問題 秋の大収穫スペシャル |

### 2019年
| 放送回 | 放送日時                         | 番組タイトル                                             |
| ------ | -------------------------------- | -------------------------------------------------------- |
| 第16回 | 3月23日（土曜日） 19:00 - 21:54  | 月曜から夜ふかし特別版 平成のテレビ問題大清算スペシャル  |
| 第17回 | 10月14日（月曜日） 21:00 - 22:54 | 月曜から夜ふかしスペシャル 秋の日本の大大大問題 一斉調査 |

### 2020年
| 放送回 | 放送日時                        | 番組タイトル                                                           |
| ------ | ------------------------------- | ---------------------------------------------------------------------- |
| 第18回 | 4月13日（月曜日） 21:00 - 22:54 | 月曜から夜ふかしスペシャル 日本の大大大問題 春の一斉調査               |
| 第19回 | 9月28日（月曜日） 21:00 - 22:54 | 月曜から夜ふかしスペシャル マツコが踊る！日本の大大大問題 秋の一斉調査 |

### 2021年
| 放送回 | 放送日時                         | 番組タイトル                                                 |
| ------ | -------------------------------- | ------------------------------------------------------------ |
| 第20回 | 1月1日（金曜日） 21:00 - 23:00   | 月曜から夜ふかし元日スペシャル 2021日本の大問題を一斉調査    |
| 第21回 | 10月11日（月曜日） 21:00 - 22:54 | 月曜から夜ふかし 日本の大大大問題 秋の全国一斉調査スペシャル |

### 2022年
| 放送回 | 放送日時                         | 番組タイトル                                                            |
| ------ | -------------------------------- | ----------------------------------------------------------------------- |
| 第22回 | 1月1日（土曜日） 21:00 - 23:00   | 月曜から夜ふかし元日SP～日本の大大大問題 一斉調査スペシャル～           |
| 第23回 | 7月18日（月曜日） 21:00 - 22:54  | 月曜から夜ふかし2時間SP～72歳桐谷さんの身体測定＆20年使った家電との別れ |
| 第24回 | 10月17日（月曜日） 21:00 - 22:54 | 月曜から夜ふかし 日本の大大大問題 秋の全国一斉調査スペシャル            |

### 2023年
| 放送回 | 放送日時                        | 番組タイトル                                                   |
| ------ | ------------------------------- | -------------------------------------------------------------- |
| 第25回 | 1月1日（日曜日） 21:00 - 23:30  | 月曜から夜ふかし元日SP 日本の大大大問題 一斉調査スペシャル     |
| 第26回 | 4月17日（月曜日）21:00 - 22:54  | 月曜から夜ふかし 日本の大大大問題!!!春の全国一斉調査スペシャル |
| 第27回 | 10月16日（月曜日）21:00 - 22:54 | 月曜から夜ふかし 日本の大大大問題!!!秋の全国一斉調査スペシャル |

### 2024年
| 放送回 | 放送日時                        | 番組タイトル                                                  |
| ------ | ------------------------------- | ------------------------------------------------------------- |
| 第28回 | 1月1日（月曜日） 21:00 - 23:30  | 月曜から夜ふかし元日SP                                        |
| 第29回 | 4月8日（月曜日）21:00 - 22:54   | 月曜から夜ふかし 日本の大大大問題!春の全国一斉調査スペシャル! |
| 第30回 | 10月14日（月曜日）21:00 - 22:54 | 月曜から夜ふかし 日本の大大大問題!秋の全国一斉調査スペシャル! |

### 2025年
| 放送回 | 放送日時                       | 番組タイトル                                                 |
| ------ | ------------------------------ | ------------------------------------------------------------ |
| 第31回 | 1月1日（水曜日）21:00 - 23:30  | 月曜から夜ふかし元日SP                                       |
| 第32回 | 4月14日（月曜日）21:00 - 22:54 | 月曜から夜ふかし 日本の大大大問題!春の全国一斉調査スペシャル |

## 街頭インタビューでの不適切編集
2025年3月24日放送回で、中国出身の女性に対する街頭インタビュー映像を流した際、複数の別々の話題で話された発言を意図的に編集し、あたかも女性が「中国ではカラスをみんな煮て食べてしまうからカラスが少ない」という主旨の発言をしたかのように放送した。具体的には「あんまり中国にカラス飛んでるのがいないですね」という発言、カラスではなくハトに関して「みんな食べてるから少ない」と述べた発言、そして一般的な火鍋料理に関して「煮込んで食べて終わり」と述べた発言をそれぞれ切り抜いて繋げ、一連の発言のように放送した。
放送後、中国のSNSで当該場面が切り抜かれて拡散され、「女性が中国を貶めるために嘘の発言をしたのではないか」と誤解したユーザーらによる女性本人へのバッシングに発展。女性がSNS上で「テレビ局に悪意をもって編集された」と弁解する事態になった。番組側は当日の夜、中国のSNSで話題になっていることに気付き、女性からの連絡も受け、直接面会して謝罪したという。
番組は27日までに公式サイトにて謝罪文を掲載し、放送内容が実際の発言と異なっていたこと、責任が日本テレビ側にあることを全面的に認め、「SNSを含め、女性に対する誹謗中傷を行ったり、番組映像・画像等を使用したりしないよう切にお願い申し上げます」と日本語・中国語で呼びかけた。
28日には、村上誠一郎総務大臣が「日本テレビは正確な情報発信を行い、国民の知る権利を満たす等の放送事業者の社会的役割を自覚」するよう求める発言をした。
31日、日本テレビの福田博之社長は定例会見でこの件に触れ、該当部分の編集をしたのはフリーランスの男性ディレクターであり、ディレクターは「差別的な意図はなかった」と説明していると述べた。その上で「演出の範囲を超えておりあってはならないことだ」とし、番組による街頭インタビュー取材を一時取りやめていることを発表した。
4月11日、放送倫理・番組向上機構（BPO）の放送倫理検証委員会は、3月24日放送回について放送倫理違反の疑いがあるとして審議入りを決めた。委員長の小町谷育子は、理由について「編集の仕方がかなり意図的に見える。『他国の文化への尊重をどのように考えていたのか。調査をした方がいい』との意見が出た」と述べた。これを受け、日本テレビは「BPOの審議対象となったことを重く受け止め、真摯に対応していく」と発表した。
5月12日、番組側は再発防止策を実施する体制が整ったとして、街頭インタビュー取材の再開を発表した。具体的には、複数の番組スタッフや番組担当外の日テレ社員により適切な編集かどうか確認し、制作モラル向上のための研修も繰り返すとした。
5月19日放送回の冒頭で、出演者のマツコ・村上両名が初めて当該事案に言及し、視聴者への謝罪や反省を述べる場面を放送したが、当該シーンの後にスタッフが「焼き鳥」の話題を提示し、「この期におよんでよう出してきたな」と突っ込まれるやりとりがあった。放送後、TVerでは謝罪シーンを含む冒頭全てを削除して配信した。

## ネット局

### 2022年4月から
| 放送対象地域   | 放送局                    | 系列                          | 放送日時                     | ネット状況 |
| -------------- | ------------------------- | ----------------------------- | ---------------------------- | ---------- |
| 関東広域圏     | 日本テレビ（NTV）         | 日本テレビ系列                | 月曜 22:00 - 23:00           | 制作局     |
| 北海道         | 札幌テレビ（STV）         | 日本テレビ系列                | 月曜 22:00 - 23:00           | 同時ネット |
| 青森県         | 青森放送（RAB）           | 日本テレビ系列                | 月曜 22:00 - 23:00           | 同時ネット |
| 岩手県         | テレビ岩手（TVI）         | 日本テレビ系列                | 月曜 22:00 - 23:00           | 同時ネット |
| 宮城県         | ミヤギテレビ（MMT）       | 日本テレビ系列                | 月曜 22:00 - 23:00           | 同時ネット |
| 秋田県         | 秋田放送（ABS）           | 日本テレビ系列                | 月曜 22:00 - 23:00           | 同時ネット |
| 山形県         | 山形放送（YBC）           | 日本テレビ系列                | 月曜 22:00 - 23:00           | 同時ネット |
| 福島県         | 福島中央テレビ（FCT）     | 日本テレビ系列                | 月曜 22:00 - 23:00           | 同時ネット |
| 山梨県         | 山梨放送（YBS）           | 日本テレビ系列                | 月曜 22:00 - 23:00           | 同時ネット |
| 新潟県         | テレビ新潟（TeNY）        | 日本テレビ系列                | 月曜 22:00 - 23:00           | 同時ネット |
| 長野県         | テレビ信州（TSB）         | 日本テレビ系列                | 月曜 22:00 - 23:00           | 同時ネット |
| 静岡県         | 静岡第一テレビ（SDT）     | 日本テレビ系列                | 月曜 22:00 - 23:00           | 同時ネット |
| 富山県         | 北日本放送（KNB）         | 日本テレビ系列                | 月曜 22:00 - 23:00           | 同時ネット |
| 石川県         | テレビ金沢（KTK）         | 日本テレビ系列                | 月曜 22:00 - 23:00           | 同時ネット |
| 福井県         | 福井放送（FBC）           | 日本テレビ系列                | 月曜 22:00 - 23:00           | 同時ネット |
| 中京広域圏     | 中京テレビ（CTV）         | 日本テレビ系列                | 月曜 22:00 - 23:00           | 同時ネット |
| 近畿広域圏     | 読売テレビ（ytv）         | 日本テレビ系列                | 月曜 22:00 - 23:00           | 同時ネット |
| 鳥取県・島根県 | 日本海テレビ（NKT）       | 日本テレビ系列                | 月曜 22:00 - 23:00           | 同時ネット |
| 広島県         | 広島テレビ（HTV）         | 日本テレビ系列                | 月曜 22:00 - 23:00           | 同時ネット |
| 山口県         | 山口放送（KRY）           | 日本テレビ系列                | 月曜 22:00 - 23:00           | 同時ネット |
| 徳島県         | 四国放送（JRT）           | 日本テレビ系列                | 月曜 22:00 - 23:00           | 同時ネット |
| 香川県・岡山県 | 西日本放送（RNC）         | 日本テレビ系列                | 月曜 22:00 - 23:00           | 同時ネット |
| 愛媛県         | 南海放送（RNB）           | 日本テレビ系列                | 月曜 22:00 - 23:00           | 同時ネット |
| 高知県         | 高知放送（RKC）           | 日本テレビ系列                | 月曜 22:00 - 23:00           | 同時ネット |
| 福岡県         | 福岡放送（FBS）           | 日本テレビ系列                | 月曜 22:00 - 23:00           | 同時ネット |
| 長崎県         | 長崎国際テレビ（NIB）     | 日本テレビ系列                | 月曜 22:00 - 23:00           | 同時ネット |
| 熊本県         | くまもと県民テレビ（KKT） | 日本テレビ系列                | 月曜 22:00 - 23:00           | 同時ネット |
| 大分県         | テレビ大分（TOS）         | 日本テレビ系列 フジテレビ系列 | 月曜 22:00 - 23:00           | 同時ネット |
| 鹿児島県       | 鹿児島読売テレビ（KYT）   | 日本テレビ系列                | 月曜 22:00 - 23:00           | 同時ネット |
| 沖縄県         | 沖縄テレビ（OTV）         | フジテレビ系列                | 火曜 0:30 - 1:30（月曜深夜） | 遅れネット |

## 過去のネット局
- テレビ宮崎（UMK）- 木曜 0:54 - 1:54（水曜深夜）に遅れネットされていたが、2024年9月26日（25日深夜）をもって放送打ち切り。

### 2022年3月まで
| 放送対象地域   | 放送局                    | 系列                                         | 放送日時                       | ネット状況 | 備考                    |
| -------------- | ------------------------- | -------------------------------------------- | ------------------------------ | ---------- | ----------------------- |
| 関東広域圏     | 日本テレビ（NTV）         | 日本テレビ系列                               | 月曜 23:59 - 翌0:54            | 制作局     | 制作局                  |
| 北海道         | 札幌テレビ（STV）         | 日本テレビ系列                               | 月曜 23:59 - 翌0:54            | 同時ネット |                         |
| 青森県         | 青森放送（RAB）           | 日本テレビ系列                               | 月曜 23:59 - 翌0:54            | 同時ネット |                         |
| 岩手県         | テレビ岩手（TVI）         | 日本テレビ系列                               | 月曜 23:59 - 翌0:54            | 同時ネット |                         |
| 宮城県         | ミヤギテレビ（MMT）       | 日本テレビ系列                               | 月曜 23:59 - 翌0:54            | 同時ネット |                         |
| 秋田県         | 秋田放送（ABS）           | 日本テレビ系列                               | 月曜 23:59 - 翌0:54            | 同時ネット |                         |
| 山形県         | 山形放送（YBC）           | 日本テレビ系列                               | 月曜 23:59 - 翌0:54            | 同時ネット |                         |
| 福島県         | 福島中央テレビ（FCT）     | 日本テレビ系列                               | 月曜 23:59 - 翌0:54            | 同時ネット |                         |
| 山梨県         | 山梨放送（YBS）           | 日本テレビ系列                               | 月曜 23:59 - 翌0:54            | 同時ネット |                         |
| 新潟県         | テレビ新潟（TeNY）        | 日本テレビ系列                               | 月曜 23:59 - 翌0:54            | 同時ネット |                         |
| 長野県         | テレビ信州（TSB）         | 日本テレビ系列                               | 月曜 23:59 - 翌0:54            | 同時ネット |                         |
| 静岡県         | 静岡第一テレビ（SDT）     | 日本テレビ系列                               | 月曜 23:59 - 翌0:54            | 同時ネット |                         |
| 富山県         | 北日本放送（KNB）         | 日本テレビ系列                               | 月曜 23:59 - 翌0:54            | 同時ネット |                         |
| 石川県         | テレビ金沢（KTK）         | 日本テレビ系列                               | 月曜 23:59 - 翌0:54            | 同時ネット | [ 注釈 10 ]             |
| 福井県         | 福井放送（FBC）           | 日本テレビ系列                               | 月曜 23:59 - 翌0:54            | 同時ネット |                         |
| 中京広域圏     | 中京テレビ（CTV）         | 日本テレビ系列                               | 月曜 23:59 - 翌0:54            | 同時ネット | [ 注釈 11 ]             |
| 近畿広域圏     | 読売テレビ（ytv）         | 日本テレビ系列                               | 月曜 23:59 - 翌0:54            | 同時ネット | [ 注釈 12 ]             |
| 鳥取県・島根県 | 日本海テレビ（NKT）       | 日本テレビ系列                               | 月曜 23:59 - 翌0:54            | 同時ネット |                         |
| 広島県         | 広島テレビ（HTV）         | 日本テレビ系列                               | 月曜 23:59 - 翌0:54            | 同時ネット | [ 注釈 13 ]             |
| 山口県         | 山口放送（KRY）           | 日本テレビ系列                               | 月曜 23:59 - 翌0:54            | 同時ネット |                         |
| 徳島県         | 四国放送（JRT）           | 日本テレビ系列                               | 月曜 23:59 - 翌0:54            | 同時ネット |                         |
| 香川県・岡山県 | 西日本放送（RNC）         | 日本テレビ系列                               | 月曜 23:59 - 翌0:54            | 同時ネット |                         |
| 愛媛県         | 南海放送（RNB）           | 日本テレビ系列                               | 月曜 23:59 - 翌0:54            | 同時ネット |                         |
| 高知県         | 高知放送（RKC）           | 日本テレビ系列                               | 月曜 23:59 - 翌0:54            | 同時ネット |                         |
| 福岡県         | 福岡放送（FBS）           | 日本テレビ系列                               | 月曜 23:59 - 翌0:54            | 同時ネット |                         |
| 長崎県         | 長崎国際テレビ（NIB）     | 日本テレビ系列                               | 月曜 23:59 - 翌0:54            | 同時ネット |                         |
| 熊本県         | くまもと県民テレビ（KKT） | 日本テレビ系列                               | 月曜 23:59 - 翌0:54            | 同時ネット |                         |
| 大分県         | テレビ大分（TOS）         | 日本テレビ系列 フジテレビ系列                | 月曜 23:59 - 翌0:54            | 同時ネット |                         |
| 宮崎県         | テレビ宮崎（UMK）         | フジテレビ系列 日本テレビ系列 テレビ朝日系列 | 月曜 23:59 - 翌0:54            | 同時ネット | [ 注釈 14 ] [ 注釈 15 ] |
| 鹿児島県       | 鹿児島読売テレビ（KYT）   | 日本テレビ系列                               | 月曜 23:59 - 翌0:54            | 同時ネット |                         |
| 沖縄県         | 沖縄テレビ（OTV）         | フジテレビ系列                               | 火曜日 0:30 - 1:25（月曜深夜） | 遅れネット |                         |

## スタッフ（2025年6月23日時点）
- 企画・演出：古立善之（日本テレビ）
- ナレーター：佐藤賢治
- 構成：桜井慎一、アリエシュンスケ、成瀬正人、木南広明、林田晋一、遠藤達也（ステイ、以前はディレクター）
- TM：佐久間丈貴（日本テレビ）
- SW：米田博之
- CAM：星合陽介、浦上真里奈、佐原陽平【週替り】
- MIX：山口直樹、坪井翔馬、依田真和（山口・依田→一時離脱►復帰）【週替り】
- 調整：天内理絵
- 照明：岩井千知、高橋正彦【週替り】
- 編集：石田健二、山田佑紀【週替り】
- MA：末長美有
- 編集協力：東京オフラインセンター
- 音効：岡田淳一
- 美術：稲本浩（一時離脱→復帰）
- デザイン：熊崎真知子
- マルチ：ミジェット
- CGデザイン：キャニットG
- 美術協力：日テレアート
- 技術協力：ヌーベルバーグ、NiTRo、日放、ヌーベルアージュ
- 制作デスク：津下佳子
- TK：藤井ひと美
- リサーチ：ビスポ、フォーミュレーション
- ディレクター：蒲龍太郎・田村幸大・本間雄二郎（日本テレビ）、白石公太、石井隆文、湯尾俊太、石岡裕將（極東電視台）、千葉勝彦（FETV）、髙崎壮、籾山裕太、増田巧（モスキート）、阿部一樹、横尾翼、笠原瑠宇久・赤坂謙・鈴木美勇士（創輝）、嘉数真二郎、東頌三、小坂賢史、吉野達希、金山泰之・田渕公博・山形和也（ZION）、横川大夢、中熊凌、高田悠介、大杉悠介、加藤翔輝（3RINGS）/ 山田陽丘・木村立志（極東電視台）、山田尚輝、佐藤聖将、小川陸、垂石真子、増田悠輝、山田貫登、佐伯岳斗、大田垣樹、坪井友成、鈴木惇矢、藤崎凌太郎、橋田龍、堀親志、釋麻耶、川村優華、高橋望晴、城田峻平、北谷亮人、勝又亜衣、宇野想健、泉耕太郎、松本康希、鈴木将生、小野翔太郎(朗)、服部駿、小原菜桜、生田目亮佑、西山太一、和田隼一、笠原健太（増田・横川・赤坂→以前は演出補、中熊・高田・山田尚・川村・宇野→以前は2021年9月まで演出補、嘉数・大杉・笠原→一時離脱►復帰）【週替り】
- 演出/ディレクター：大矢啓太（極東電視台、以前はディレクター►一時離脱）、春山正宏・尾之上祐太（モスキート）、大原正也（創輝）、中西裕樹（ZION）、須原翔（日本テレビ）【週替り、回によって異なる】
- 演出：井上将司（日本テレビ）【週替り】
- プロデューサー：沢田健介・小倉寛太（日本テレビ、沢田→2019年12月2日 - 、小倉→2024年6月10日 - ）/ 古庄裕・高橋久直・河野安治（極東電視台、古庄→2021年10月4日 - 、高橋→2024年5月6日 - 、共に以前は週替りP、河野→2025年3月3日 - ）、古賀絢子、村越多恵子・稲葉芳士（モスキート、稲葉→2021年8月 - 、以前は演出補►AP）、黒川こず枝・長井香織（創輝、長井→2023年4月24日 - ）、渡部祐一（ZION、2018年5月28日 - ）、笠原裕（2021年8月 - ）【毎週】/ 平山美由紀（モスキート、2024年6月17日 - 、以前は週替りAP►一時離脱）、岸野基生（創輝、2024年4月29日 - ）、伊藤拓也（2021年10月11日 - 、9月まで週替りAP）【週替り】、谷田貝慶子（2021年10月4日 - 、9月まで毎週AP）【毎週】
- チーフプロデューサー：矢野尚子（日本テレビ、2023年6月5日 - ）
- 制作協力：ZION、MOSQUITO、極東電視台、創輝（極東→2018年4月9日 - ）
- 企画協力：ジャニーズ事務所、ナチュラルエイト
- 製作著作：日テレ

### 過去のスタッフ
- ナレーター：真地勇志[注釈 16]、野田圭一、森富美（日本テレビアナウンサー)、服部伴蔵門 [注釈 17]
- 構成：渡辺真也
- TM：佐治佳一、清水秀明、村上正、矢込宏敬（日本テレビ）
- SW：村松明
- CAM：小林豊、井出善彦、横田将宏
- MIX：大越克人、五十嵐愛、蔭山友紀子、伊藤義典、梓沢曜平（梓沢→一時離脱►復帰）
- 照明：正田悠斗、河内俊明、山内圭
- MA：高山元、安河内隆文、兒子仁
- 美術：林健一、髙野泰人
- 制作デスク：阿部絵里子
- 編成：稲垣眞一、鈴木淳一、鬼頭直孝、横田崇（日本テレビ）
- 広報：河本香織、明比雪（日本テレビ）
- リサーチ：下川悟（リベラス）、犬山智香子（パンドラ）
- 演出補：伊藤祐輔、中尾有美子、和田裕子、渡邊雄基、青木拓哉、石和田英明、眞野雄平、北見大地、辻野まなみ、金ビンナ、斎藤康介、栗崎圭悟、及川博和、田中克弥、牛尾菜都美、三宅啓史、森琢磨、岡本匡平、大槻将之、今瀧章太、藤川悠、大口尚之、畠山大地、坂本未来、五十嵐ひとみ、永田茉由子、沼澤典史、津野真、降籏あかり、河中悟志、山田健太郎、山岡弘和、関口晴花、一之瀬偉史、榎本幹人、柳田翼、太田雄也、初芝光、市川潤、吉田涼、渡辺真衣、工藤沙莉那、神子類、次田瑛、里中嶺王、今泉拓、植木貴平、佐藤千穂、楊宗隆、神子塁、高良和樹、俣賀陸、山岸友奈、片野誠実
- AP：加藤千穂、石井伸幸、大野敦子、岡本舞、岸本真由美、小松愛、小八重泰臣（小八重→以前は演出補）、小川友希、斉藤詠美、城美幸
- ディレクター：福岡隆幸（当時ZION）、香川春太郎、小野寺健（Call）、塚田直之（創輝）、磯部修、相澤雄、長森淳、池辺幸子、深坂崇夫、内田誠司、林博史、田村裕行、前川瞳美（日本テレビ、前川→以前は演出補）、鈴木浩晃、岩鼻優（岩鼻→日本テレビ）、小田清仁、森田惇、中野誠、合田伊知郎（合田→日本テレビ）、浅井裕太郎、雨宮佑介（雨宮→以前は演出補）、尾藤光、長谷部雄人、唐沢宏一（ZION）、柏田雄二、前田大輔（前田→日本テレビ）、土屋涼佑丞、山本清志郎、永島糧、菅野健治、山本俊哉、仲西正樹（モスキート）、円城寺健一（極東電視台）、下村彩人（創輝、以前は演出補►一時離脱）、伴在宏将（創輝）、山本雄也、米山敦也（当時極東電視台）、細川雄大・田場亮耶・徳江雄一・及川桂一（極東電視台）、折茂(笠)健一（ユーフィールド）、安田真之、矢吹竜也（モスキート）、小島啓太、坂田朋久、渕聡、檜垣和孝、藤野智光、岡山薫、渡辺剛、三宅佑治、蔡理皓、益田洋平、久延雅一、田邊諒・綾部健二・杉浦啓太（創輝）、安部紘志、佐藤圭、中尾阿実（東阪企画）、芝崎正尭（モスキート）、井上寛規（極東電視台）、清水智博（ZION）／齋(齊)藤栄哉、中野孔太朗、井上福将、藤原愛華、大植一希、三好翔、橋本圭佑、古田ほなみ、冨谷美友、細川太(大)輔、伊藤悠人、椛島玉奴(淑)、延原春華、佐藤野乃花、藤野隼哉、石井皓介、藤本宇蘭、安藤拓海、島崚凱、平林千佳、小笠原祐希、城間香澄、児嶋飛佳瑠、城田峻平、黒田廉介、成清彩、井戸厚志、宮原一貴、伊藤椋介、杉山里菜、奥田博斗、東哲平、大槻壮樹、藤浪勇輝、髙橋知也（山本雄～細川・矢吹・田邊・安部→以前は演出補、齋藤以降・井上福・大植～古田以外・冨谷・細川・椛島・藤本・安藤・島・平林伊藤・大槻→以前は2021年9月まで演出補、杉浦→一時離脱►復帰）
- 演出/ディレクター：宮本将孝（極東電視台）
- 演出：石﨑史郎（日本テレビ）、栗原憲也（極東電視台）、内田秀実（日本テレビ）、白井秀和、宮森宏樹（日本テレビ）、花岡圭一郎（ZION、花岡→以前はディレクター）、亀田剛（かめハウス）、杉岡士朗（モスキート）、相田貴史（極東電視台）、野満一朗太（以前はディレクター）、川本賢一郎（ブロックス）、立澤哲也（極東電視台）、柳沢英俊（日本テレビ、以前は演出/ディレクター）
- プロデューサー：小野隆史（日本テレビ）、笹部智大（日本テレビ、2016年6月6日 - 2021年5月31日）、徐真然（日本テレビ、2022年1月1日 - 2024年8月、以前は演出補►ディレクター）、関健一（日本テレビ、2024年9月9日 - 9月30日）、高橋政光（当時ZION）、岡崎成美（Call）、斎藤みさ子、羽村直子（ZION►SINGARI）、原田里美（当時ZION）、牛山亜紀子、我妻哲也（極東電視台、我妻→2019年6月3日 - 10月頃、以前はディレクター）、浦田祐一郎・千光士希和（創輝、千光士→2019年10月 - 2025年6月、以前は制作進行►演出補►AP）生井真（ZION、2018年5月28日 - 2021年8月）、加藤正和（極東電視台、2018年5月21日 - 2023年8月）、坪井理紗、中村宏信（坪井・中村→2022年11月21日 - 12月）／神野友里（極東電視台、2021年10月4日 - 2023年12月、9月まで週替りAP）、大須賀美紀（2022年4月18日 - 12月）、名古屋宏明（極東電視台、2022年7月4日 - 2024年5月）、川野辺沙那（2022年11月21日 - 2024年5月）
- 統轄プロデューサー：前田直彦（2021年6月7日 - 2022年5月23日）、吉無田剛（2022年6月6日 - 2023年5月29日）（日本テレビ）
- チーフプロデューサー：松岡至、菅賢治、田中宏史（田中→以前はプロデューサー）、道坂忠久（2016年6月6日 - 2019年5月27日）、川邊昭宏（2019年6月3日 - 2022年5月23日）、松本京子（2022年6月6日 - 2023年5月29日） （日本テレビ）
- 制作協力：Call、SINGARI